# 荏原明則
荏原 明則（えばら あきのり、1951年 - ）は、日本の法学者。専門は、行政法・環境法。「行政立法」（行政立法、規則制定）、「公物・公共施設法制」（公物、道路管理、河川管理）及び「沿岸域管理法制」（沿岸域、瀬戸内海研究）等を研究。学位は、法学博士（筑波大学・1980年）。神戸学院大学法学部教授・関西学院大学大学院司法研究科教授を歴任。神奈川県出身。

## 経歴
- 1975年 東京教育大学文学部社会科学科法律政治学専攻卒業（文学士）
- 1977年 東京教育大学大学院文学研究科修士課程修了（文学修士）
- 1980年 筑波大学大学院社会科学研究科法学専攻博士課程修了。法学博士（筑波大学）
- 1980年 神戸学院大学法学部講師、助教授を経て
- 1990年 神戸学院大学法学部教授
- 2004年 関西学院大学大学院司法研究科教授

## 主な研究業績
- 『公物・公共施設法』（日本評論社、1999年）
- 『行政法概説』（共著、ぎょうせい、1985年）
- 『ロースクール環境法』（松村弓彦,柳憲一郎,小賀野晶一,織朱實と共著、成文堂、2006年）
- 『行政機関による規則制定の諸問題』（神戸学院法学、1981年-82年）
- Coast Management System and Ecological Preservation in Japan（Proceeding of the International Symposium on Protection and Management of Coastal Marine Ecosystems,EAS/RCU, UNEP, 2001）
- 『事件研究行政法』（共著、日本評論社 2008年）
- 『条解行政事件訴訟法』（共著、弘文堂、第3版補正版、2008年）

## 論文
- 荏原明則『行政過程への参加 : アメリカにおけるRule Makingを中心として』 筑波大学、1980年。hdl:2241/4686。 NAID 500000282605。
- Samuel Mermin, 荒秀, 荏原明則「アメリカにおける法と道徳についての若干の関係」『ジュリスト』第610号、有斐閣、1976年、93-100頁、CRID 1520291855162116480、ISSN 04480791。
- 荏原明則「アメリカにおける水・沿岸・公有地の利用と管理(研究報告) (公物・公共施設法の課題)」『公法研究』第51号、日本公法学会、1989年、250-263頁、CRID 1520853834745000320、ISSN 03873102。
- 荏原明則「海域等の利用関係」『ジュリスト増刊行政法の争点』第159巻、1990年、CRID 1573105974085591424。
- 荏原明則「沿道地の利用と管理」『神戸学院法学』第21巻第3号、神戸学院大学、1991年、231-276頁、CRID 1520009409589589504、ISSN 03862046。
- 荏原明則「「公物法の理論」広岡隆」『民商法雑誌』第106巻第6号、有斐閣、1992年、882-887頁、CRID 1522825130089259392、ISSN 13425056。
- 荏原明則「震災復興と都市計画手続」『日本不動産学会誌』第10巻第4号、日本不動産学会、1995年、26-29頁、CRID 1390282679297128960、doi:10.5736/jares1985.10.4_26、ISSN 0911-3576。
- 荏原明則「海浜埋立の法的問題:瀬戸内海環境保全特別措置法をめぐって」『神戸学院法学』第28巻第2号、神戸学院大学、1998年、657-689頁、CRID 1520009409592209408、ISSN 03862046。
- 荏原明則「Key Word 避難勧告と避難指示」『法学教室』第242号、有斐閣、2000年、2-3頁、CRID 1522543654804733056、ISSN 03892220。
- 荏原明則「自治体の男女共同参画への取り組み:現場からの報告」『日本ジェンダー研究』第2001巻第4号、日本ジェンダー学会、2001年、65-66頁、CRID 1390282680359542400、doi:10.14831/genderstudies1998.2001.65、ISSN 1884-1619。
- 荏原明則「放置等物件と道路管理」『神戸学院法学』第32巻第2号、神戸学院大学、2002年、463-508頁、CRID 1520009409419307648、ISSN 03862046。
- 荏原明則「道路整備に関する住民合意と法制度」『日本不動産学会誌』第19巻第2号、日本不動産学会、2005年、46-52頁、CRID 1390001204321003136、doi:10.5736/jares1985.19.2_46、ISSN 09113576。
- 荏原明則「<特集><災害復興制度の研究>被災者生活再建支援の制度化と課題」『先端社会研究』第5巻、関西学院大学大学院社会学研究科21世紀COEプログラム「人類の幸福に資する社会調査」の研究、2006年、41-70頁、CRID 1050845763751545088。
- 小浦久子, 中井検裕, 荏原明則「一般的市街地の景観形成におけるデザイン認定に関する研究」『住宅総合研究財団研究論文集』第35巻、住総研、2009年、13-24頁、CRID 1390001205297442944、doi:10.20803/jusokenold.35.0_13、ISSN 1880-2702。
- 青田良介, 荏原明則, 津久井進, 山中茂樹, 山本晋吾「提案 : 災害復興事業の一手法」『災害復興研究』第2巻、2010年、117-132頁、CRID 1050001337986465408、ISSN 1883-7530。
- 荏原明則「都市計画法32条による公共施設管理者の同意制度」『同志社法學』第67巻第2号、同志社法學會、2015年、1060-1014頁、CRID 1390009224915014656、doi:10.14988/pa.2017.0000015551、ISSN 0387-7612。
- 「荏原明則教授略歴」『法と政治』第71巻第2号、2020年、35(805)-38(808)、CRID 1571980077708089984、ISSN 0288-0709。